# Бразилски свободноопашат прилеп
Tadarida brasiliensis е вид прилеп от семейство Булдогови прилепи (Molossidae). Възникнал е преди около 0,012 млн. години по времето на периода кватернер. Видът не е застрашен от изчезване.

## Разпространение и местообитание
Разпространен е в Американски Вирджински острови, Ангуила, Антигуа и Барбуда, Аржентина, Аруба, Барбадос, Боливия, Бонер, Бразилия, Британски Вирджински острови, Венецуела, Гваделупа, Гватемала, Гвиана, Гренада, Доминика, Доминиканска република, Еквадор, Колумбия, Коста Рика, Куба, Мартиника, Мексико, Монсерат, Панама, Перу, Пуерто Рико, Салвадор, САЩ, Свети Мартин, Сейнт Винсент и Гренадини, Сейнт Китс и Невис, Сейнт Лусия, Сен Естатиус, Синт Мартен, Суринам, Тринидад и Тобаго, Френска Гвиана, Хаити, Хондурас, Чили и Ямайка.
Обитава градски и гористи местности, пещери, долини, храсталаци, крайбрежия и плажове в райони с умерен климат, при средна месечна температура около 17 градуса.

## Описание
На дължина достигат до 4,2 cm, а теглото им е около 12,6 g. Имат телесна температура около 36 °C.
Продължителността им на живот е около 12 години. Популацията на вида е стабилна.